# Campionati europei di atletica leggera 2012 - 5000 metri piani femminili
La competizione si è svolta il 28 giugno 2012.

## Podio
| #       | Atleta             | Nazionalità | Tempo    | Note |
| ------- | ------------------ | ----------- | -------- | ---- |
| Oro     | Olga Golovkina     | Russia      | 15'11"70 |      |
| Argento | Lyudmyla Kovalenko | Ucraina     | 15'12"03 |      |
| Bronzo  | Sara Moreira       | Portogallo  | 15'12"05 |      |

## Record
Prima di questa competizione, il record del mondo (RM), il record europeo (EU) ed il record dei campionati (RC) sono i seguenti:
| Record                | Prestazione | Atleta                   | Data                              | Competizione            |
| --------------------- | ----------- | ------------------------ | --------------------------------- | ----------------------- |
| Record mondiale       | 14'11"15    | Tirunesh Dibaba Etiopia  | 6 giugno 2008 Oslo, Norvegia      |                         |
| Record europeo        | 14'23"75    | Liliya Shobukhova Russia | 19 luglio 2008 Kazan', Russia     |                         |
| Record dei campionati | 14'52"20    | Alemitu Bekele Turchia   | 1º agosto 2010 Barcellona, Spagna | Campionati europei 2010 |

## Programma
| Date           | Time  | Round |
| -------------- | ----- | ----- |
| 28 giugno 2012 | 17:35 | Final |

## Risultati

### Finale
| Pos     | Nome               | Nazionalità | Tempo    | Note |
| ------- | ------------------ | ----------- | -------- | ---- |
| Oro     | Olga Golovkina     | Russia      | 15:11.70 |      |
| Argento | Lyudmyla Kovalenko | Ucraina     | 15:12.03 |      |
| Bronzo  | Sara Moreira       | Portogallo  | 15:12.05 |      |
| 4       | Julia Bleasdale    | Regno Unito | 15:12.77 | PB   |
| 5       | Roxana Bârcă       | Romania     | 15:13.40 | PB   |
| 6       | Nadia Ejjafini     | Italia      | 15:16.54 | PB   |
| 7       | Svetlana Kireyeva  | Russia      | 15:19.55 |      |
| 8       | Almensh Belete     | Belgio      | 15:22.15 | SB   |
| 9       | Elena Romagnolo    | Italia      | 15:24.38 |      |
| 10      | Judith Plá         | Spagna      | 15:27.62 | SB   |
| 11      | Dudu Karakaya      | Turchia     | 15:29.71 |      |
| 12      | Christine Bardelle | Francia     | 15:33.49 |      |
| 13      | Barbara Maveau     | Belgio      | 15:33.68 |      |
| 14      | Layes Abdullayeva  | Azerbaigian | 15:33.88 | SB   |
| 15      | Silvia Weissteiner | Italia      | 15:39.23 |      |
| 16      | Helen Clitheroe    | Regno Unito | 15:49.13 | SB   |
| 17      | Maren Kock         | Germania    | 15:52.74 |      |
| 18      | Lidia Rodríguez    | Spagna      | 16:07.73 |      |
| 19      | Fadime Suna        | Turchia     | DNF      |      |
| 20      | Sabine Fischer     | Svizzera    | DNF      |      |
| 21      | Johanna Lehtinen   | Finlandia   | DNF      |      |
| 22      | Stephanie Twell    | Regno Unito | DNS      |      |